# Jackie Bray
John "Jackie" Bray (ur. 22 kwietnia 1909 w Oswaldtwistle, zm. 20 listopada 1982 w Blackburn) – angielski piłkarz, występujący na pozycji lewego pomocnika. W latach 1934–1937 wystąpił w sześciu meczach reprezentacji Anglii.

## Kariera piłkarska
Jackie Bray jako junior występował w drużynach Clayton Olympia i Manchesteru Central. W 1929 roku przeszedł za 100 funtów do Manchesteru City. Wystąpił w obydwu finałowych meczach o Puchar Anglii w 1933 i 1934 roku. W sezonie 1936/1937 zdobył mistrzostwo kraju, występując w 40 z 42 ligowych spotkaniach. 
Jego kariera została przerwana przez wybuch II wojny światowej, podczas której występował gościnnie w takich klubach jak: Blackburn Rovers, Nottingham Forest, Bolton Wanderers, Crewe Alexandra, Birmingham and Port Vale.

## Kariera trenerska
W sezonie 1947/1948 był menadżerem Watfordu; w 1948 roku zaś trenerem Nelson F.C. Wkrótce potem wycofał się z życia piłkarskiego.

## Sukcesy
- Puchar Anglii (1): 1933/1934
- Mistrzostwo Anglii (1): 1936/1937

## Mecze w reprezentacji
| #  | Data                 | Miejsce                 | Mecz                       | Wynik | Rozgrywki                 |
| -- | -------------------- | ----------------------- | -------------------------- | ----- | ------------------------- |
| 1. | 29 września 1934     | Ninian Park, Cardiff    | Walia - Anglia             | 0:4   | British Home Championship |
| 2. | 19 października 1935 | Windsor Park, Belfast   | Irlandia Północna - Anglia | 1:3   | British Home Championship |
| 3. | 4 grudnia 1935       | White Hart Lane, Londyn | Anglia - Niemcy            | 3:0   | mecz towarzyski           |
| 4. | 5 lutego 1936        | Molineux, Wolverhampton | Anglia - Walia             | 1:2   | British Home Championship |
| 5. | 4 kwietnia 1936      | Wembley, Londyn         | Anglia - Szkocja           | 1:1   | British Home Championship |
| 6. | 14 kwietnia 1937     | Hampden Park, Glasgow   | Szkocja - Anglia           | 3:1   | British Home Championship |